# Creaphis theodora
Creaphis theodora (лат.) — вид вымерших равнокрылых хоботных насекомых из монотипического рода Creaphis и семейства Creaphididae из отряда Hemiptera.

## Распространение
Жили в триасовом периоде (карнийский ярус) на территории Киргизии (30 км западнее от Исфары, южная Фергана, формация Madygen; около 230 млн лет).

## Описание
Длина переднего крыла около 3 мм (ширина 1,1 мм). Птеростигма сильно вытянутая с жилкой RS, отходящей от основания; M трёхразветвлённая и слегка изогнутая у основания. Таксон был впервые описан в 1991 году российским палеоэнтомологом Д. Щербаковым (Палеонтологический институт РАН, Москва, Россия) и польским энтомологом Петром Вегиереком (Piotr Wegierek; Department of Zoology, Силезский университет, Катовице, Польша). Название рода происходит от латинского слова Creo (создавать) в комбинации с латинским обозначением тлей (Aphis). Видовое название создано на основе двух греческих слов: Theos (Бог) + doreo (дать).